# Filon z Aleksandrii

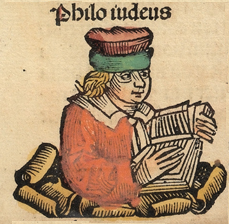
Filon z Aleksandrii (ilustracja z Kroniki norymberskiej), 1493

Filon z Aleksandrii, także Philo Judaeus, Yedidia, Filon Żyd, Filon Aleksandryjski (stgr. Φίλων ὁ Ἀλεξανδρεύς Philon ho Aleksandreus, łac. Philo; ur. przed 10 p.n.e., zm. po 40 n.e.) – filozof i teolog żydowski, pozostający pod wpływem kultury greckiej.

## Życiorys
Filon pochodził z bogatej i wpływowej rodziny. Jego brat był bankierem Heroda Agryppy I a bratanek, Tyberiusz Juliusz Aleksander, prokuratorem Judei. Filon mieszkał w diasporze żydowskiej w Aleksandrii.
Józef Flawiusz opisał uczestnictwo Filona w poselstwie do cesarza rzymskiego:

Tymczasem [39/40 n.e.] doszło do zatargu między zamieszkałymi w Aleksandrii Żydami i Grekami. Obie strony wybrały po trzech posłów i wysłały do Gajusza. W liczbie posłów wysłanych przez Aleksandryjczyków był niejaki Apion Gramatyk, który obsypywał Żydów rozmaitymi oszczerstwami, zarzucając im, między innymi, że nie oddają należycie czci Cezarowi. Gdy bowiem wszyscy poddani państwa rzymskiego stawiają Gajuszowi ołtarze i świątynie i w ogóle oddają mu cześć boską, to sami tylko Żydzi uważali za hańbę wznosić mu posągi i przysięgać na jego imię. Z takimi to i innymi przykrymi oskarżeniami wystąpił Apion, myśląc, jak można było oczekiwać, że rozgniewa Gajusza. Wtenczas stojący na czele poselstwa żydowskiego Filon, brat Aleksandra alabarchy, mąż słynący z wielu przymiotów i wykształceń w filozofii, gotował się do wystąpienia, aby odeprzeć zarzuty, lecz Gajusz nie pozwolił mu ust otworzyć rozkazując precz odejść sprzed jego oblicza, a tak bardzo był rozgniewany, iż nikt nie wątpił, że srogo Żydów ukarze. Filon dotknięty zniewagą, odszedł i powiedział do towarzyszących mu Żydów, aby byli dobrej myśli, bo Gajusz wprawdzie okazał im swój gniew słowami, a w rzeczy samej uczynił Boga swym wrogiem.

## Twórczość
Filozofia Filona stanowi eklektyczne połączenie zwulgaryzowanej greckiej filozofii (zwłaszcza stoicyzmu, a także platonizmu i pitagoreizmu) z religią żydowską. Filon pisał po grecku. Został wychowany w kręgu kultury hellenistycznej i znajdował się pod wpływem takich filozofów, jak Platon, Arystoteles, Posejdonios czy neopitagorejczycy. Ich poglądy usiłował pogodzić z prawdami i zasadami religii żydowskiej. Focjusz podkreśla podziw wśród hellenistów dla twórczości Filona, którzy mieli sformułować powiedzenie: albo Platon filonizuje, albo Filon platonizuje.
Filon był twórcą nowej, filozoficzno-judaistycznej koncepcji Boga, jako pierwszy sformułował tezę, że zadaniem filozofii jest poznanie Boga. Wcześniej rozważania filozoficzne wychodziły od świata i potem ewentualnie docierały do Boga. Konsekwencją tego jest dualizm świata i Boga. Według Filona Bóg jest jeden, nie ma postaci złożonej – jest bytem jednolitym, niezłożonym (zob. Deus omnia simplex). Jest niezmienny, wieczny, czyli nieograniczony, transcendentny ontologicznie (istniejący ponad światem) i epistemologicznie (niedający się poznać ludzkim zmysłom i rozumowi), istniejący sam z siebie. Bóg jednocześnie jest osobą dobrą, wszechpotężną i wszechwiedzącą. Platońskie idee są Jego myślami i siłami. Najpotężniejszą z tych idei-sił jest Logos – pośrednik między Bogiem a światem oraz anioł i syn Boży. To za ich pośrednictwem następuje oddziaływanie na świat materii odwiecznej, będącej jednocześnie nosicielem nicości i zła. Materia jest bierna, złożona, wtórna i zmienna.
Fundamentem dla Filona jest „Pięcioksiąg” Mojżesza, ale nie w wersji oryginalnej, tylko w przekładzie greckim zwanym Septuagintą. Było to dokonane w Egipcie tłumaczenie Biblii pochodzące z okresu od III do II w. p.n.e. Przekład ten był powszechnie używany w diasporze żydowskiej. Filon uprawiał alegorezę, czyli wyjaśniał Biblię alegorycznie, szukając w niej ukrytych treści filozoficznych. Tekst rozumiany dosłownie dla Filona jest znakiem ukrytej natury, która ujawnia się w alegorii. Metoda interpretacji alegorycznej była w czasach Filona rozpowszechniona w niektórych kręgach żydowskich oraz w środowisku hellenistycznym. W ten sposób gramatycy aleksandryjscy interpretowali Homera i Hezjoda.

### O raju i upadku pierwszych ludzi
Filon analizował ludzką kondycję w raju w dziełach O stworzeniu świata (De opificio mundi) oraz Alegorie praw. W trakcie refleksji, myśl filozofa prawie natychmiast, niepostrzeżenie przechodzi z sensu dosłownego w alegoryczny. Drzewo poznania dobra i zła jest dla niego symbolem mądrości, roztropności, dającej duszy zdolność rozeznawania. Raj dla Filona jest bowiem symbolem ludzkiej duszy. Zerwanie owoców z drzewa oznaczało naruszenie tej mądrości w duszy człowieka. Adam jest symbolem inteligencji, Ewa zaś świata zmysłów. Ewa została ukazana jako wzięta z żebra Adama w czasie jego snu, dlatego że gdy inteligencja śpi, rozbudza się zmysłowość. W raju, zmysły były pomocą inteligencji. Byli oni nadzy, co oznaczało, że przed upadkiem byli w stanie, który nie charakteryzował się ani cnotami, ani wadami. Wąż był symbolem doznawania przyjemności w sposób nieuporządkowany, które w konsekwencji sprawia, że człowiek pełza po ziemi. A podążanie za tymi przyjemnościami niesie za sobą karę; człowiek skazany jest na ciężką pracę na roli, by nie być głodny. Najprawdopodobniej od Filona pośrednio, poprzez Heksaemeron Ambrożego, zaczerpnął inspirację do analizy stanu natury ludzkiej Adama i Ewy w raju augustynianizm i scholastyka.

## Znaczenie
Koncepcja filozoficzna Filona nie przyjęła się i nie wywarła wpływu na myślicieli żydowskich, przez których już sama myśl o odwieczności materii została potępiona. Większy rozgłos Filon znalazł wśród filozofów pogańskich – neoplatończyków oraz wśród teologów chrześcijańskich, takich jak: Klemens Aleksandryjski, Orygenes, Święty Ambroży oraz Augustyn z Hippony.
Filon uchodzi za jednego z poprzedników wczesnego chrześcijaństwa.

Wielki wpływ wywierany przez szkołę Filona w Aleksandrii i przez grecko-rzymską filozofię wulgarną — platońską, zwłaszcza zaś stoicką — na chrześcijaństwo, które za Konstantyna stało się religią państwową, bynajmniej nie został jeszcze we wszystkich szczegółach ustalony; zdołano już jednak udowodnić, że wpływ ten istnieje.

W artukule „Bruno Bauer a wczesne chrześcijaństwo” Fryderyk Engels szczegółowo zastanawia się nad rolą Filona w kształtowaniu chrześcijaństwa i nazywa go „właściwym ojcem chrześcijaństwa”.

## Prace
Filon był bardzo płodnym pisarzem, nie wszystkie jego pisma zachowały się w całości.

### Dzieła filozoficzne
- Quis omnis probus liber est (Każdy człowiek cnotliwy jest wolny)
- De aeternitate mundi (O wieczności świata)
- Alexander sive de eo quod rationem habeant bruta animalia (Aleksander, czyli o tym, że nierozumne zwierzęta mają rozum)
- De providentia (O Opatrzności)

### Dzieła historyczne
Z uwagi na wykorzystanie dzieł Flakkus i Poselstwo w dyskusji na dworze Klaudiusza, oba dzieła zaliczają się do najwartościowszych źródeł historycznych z 1. poł. I w. po Chr. – epoki panowania Tyberiusza, Kaliguli i Klaudiusza, z której zachowało się stosunkowo niewiele pierwszorzędnych dokumentów papirusowych i literackich.
- Contra Flaccum (Przeciw Flakkusowi)
- Legatio ad Gaium (Poselstwo do Gajusza)
- De virtutibus (O cnotach).

### Dzieła apologetyczne
- De vita Moisis (O życiu Mojżesza),
- De vita contemplativa (O życiu kontemplacyjnym).

### Egzegetyczne i teologiczne
- De Abrahamo
- De Aeternitate Mundi
- De Agricultura
- De Cherubim
- De Confusione Linguarum
- De Congressu Eruditiones Gratia
- De Decalogo
- De Ebrietate
- De Escrecationibus
- De Fuga et Inventione
- De Gigantibus
- De Josepho
- De migratione Abrahami (Sources chrétiennes 47, wyd. J. Carreaux, Paryż 1965).
- De Mutatione Nominum
- De Opificio Mundi
- De Plantatione
- De Posteritate Caini
- De Praemiis et Poenis
- De Sacrificiis Abeli et Caini
- De Sobrietate
- De Somniis – O snach lub O marzeniach
- De Specialibus Legibus
- Legis Allegoriae
- Quod Deterius Potiori Insidiari Soleat – O tym, że gorszy zazwyczaj knuje podstępy przeciw zdolniejszemu.
- Quod Deus Sit Immutabilis – O niezmienności Boga
- Quaestiones in Exodum
- Quaestiones in Genesim
- Quis rerum divinarum heres sit

### Wydania krytyczne
Istnieją dwie serie wydań krytycznych dzieł Filona:
- 35 tomów wydanych w Berlinie w latach 1896–1915 przez następujących uczonych: L. Cohn, P. Wendland, J. Reiter. Dwa tomy indeksów opracował J. Leisegang 1926-1930.
- Nowe wydanie dzieł Filona razem z przekładem francuskim podjęli w Paryżu w 1962 roku następujący uczeni: R. Arnaldez, C. Mondésert, J. Pouilloux.

### Wydania polskie
- Kto jest dziedzicem boskich dóbr (Quis rerum divinarum heres sit). Anna Pawlaczyk (przekład, wstęp i przypisy). Poznań: UAM, 2002, s. 72. ISBN 83-232-1105-1.
- Pisma: O stworzeniu świata ; Alegorie praw ; O dekalogu ; O cnotach. Leon Joachimowicz (przekład, wstęp i komentarz). T. 1. Warszawa: IW „PAX”, 1986, s. 274. ISBN 83-211-0707-9.
- Pisma: O gigantach ; O niezmienności Boga ; O rolnictwie ; O uprawie roślin ; O pijaństwie ; O trzeźwości. Stanisław Kalinkowski (przekład i przypisy). T. 2. Kraków: WAM, 1994, s. 169. ISBN 83-7097-070-2.
- Flakkus, Pierwszy pogrom Żydów w Aleksandrii (wprowadzenie, przekład, komentarz: Ewa Osek), WAM, Kraków 2012, ISBN 978-83-7505-718-8.
- Hipotezy (założenia). Beata Kubicka (przekład, wstęp i komentarz). Poznań: UAM, 2014, s. 38. ISBN 978-83-232-2709-0.